# Ceylonosticta adami
Ceylonosticta adami – gatunek ważki z rodziny Platystictidae. Endemit Sri Lanki.